# Geoglif

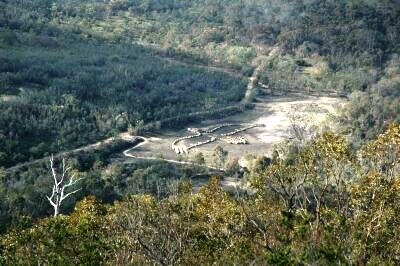
El geoglif anomenat "Bunjil" va ser construït per l'artista australià Andrew Rogers al Parc Nacional You Yangs el 2006.

Els geoglifs són figures construïdes als vessants de les muntanyes o als altiplans, utilitzant la tècnica d'addició de pedres amb tonalitats fosques d'origen volcànic en forma de mosaic per contrastar sobre una fons més clar característic dels deserts o retirant la capa superficial de terreny, generalment més fosca per culpa de l'oxidació, per deixar visible el fons més clar.
Aquest tipus de representacions es troben principalment a 6 països del món: Estats Units, Austràlia, Anglaterra, Perú, Xile i Brasil, entre altres llocs com Bolívia, Xina, Islàndia, Israel, Sri Lanka o Argentina. A l'Amèrica del Sud destaquen el geoglifs de Nazca (Perú), els geoglifs amazònics a Acre, Rondònia (Brasil) i els geoglifs de Chug-Chug al desert d'Atacama (Xile), zona que conté una de les majors concentracions de geoglifs del món i alguns dels més antics.